# Jeannot Ahoussou-Kouadio
Jeannot Ahoussou-Kouadio (Raviart, 6 de marzo de 1951) es un político marfileño que ocupó el cargo de primer ministro de Costa de Marfil desde el 13 de marzo de 2012 hasta el 21 de noviembre de 2012. Es miembro del Partido Democrático de Costa de Marfil - Agrupación Democrática Africana, el PDCI-RDA, partido liderado por el expresidente Henri Konan Bédié.
En las elecciones presidenciales de 2010 Ahoussou-Kouadio se opuso al presidente Laurent Gbagbo, apoyando en la primera vuelta a Bédié y en la segunda a Alassane Ouattara. El desconocimiento de la victoria de Ouattara por parte de Gbagbo provocó la segunda guerra civil del país. Durante su desarrollo Ahoussou-Kouadio formó parte del gobierno autoproclamado de Outtara como ministro de Justicia y Derechos Humanos. Once meses después de concluir el conflicto civil, Outtara cumplió su promesa realizada durante la segunda vuelta de las elecciones presidenciales y nombró a un primer ministro del partido de Bédié al haberle apoyado. El elegido fue Ahoussou-Koaudio, que dirigió un amplio gobierno con más de treinta miembros, manteniendo la cartera de Justicia.

## Biografía
Ahoussou-Kouadio nació en Raviart, ubicado en la subprefectura de Tie-N'Diekro. Abogado de negocios de profesión, es miembro de la PDCI-RDA desde hace mucho tiempo y ha ocupado diversos cargos en el partido. Fue nombrado miembro del Consejo Económico y Social de Costa de Marfil en 1999, y fue elegido miembro de la Asamblea Nacional de Costa de Marfil en las elecciones parlamentarias de diciembre de 2000, en representación del distrito electoral de Didievi y Tie-N'Diekro. En el 11º congreso del PDCI-RDA, celebrado en 2002, fue designado como su Secretario General Adjunto de Asuntos Jurídicos. 
Bajo el mandato del presidente Laurent Gbagbo, Ahoussou-Kouadio fue nombrado ministro de Industria y Promoción del Sector Privado el 5 de agosto de 2002  como parte de un gobierno de unidad nacional. Permaneció en ese puesto hasta diciembre de 2005. Fue el director de la campaña de Bédié durante la primera ronda de las elecciones presidenciales de octubre a noviembre de 2010; después de que Bédié ocupara el tercer lugar y brindara su apoyo a Alassane Ouattara, Ahoussou-Kouadio se desempeñó como subdirector de la campaña de Ouattara para la segunda ronda. Tanto Gbagbo como Ouattara se adjudicaron la victoria en la segunda ronda; Ouattara se proclamó presidente y nombró a Ahoussou-Kouadio como Ministro de Estado para la Justicia y los Derechos Humanos el 5 de diciembre de 2010. 

### Primer ministro
Ahoussou-Kouadio fue nombrado primer ministro por el presidente Ouattara el 13 de marzo de 2012, cumpliendo la promesa de Ouattara de nombrar a un miembro del partido de Bédié como primer ministro. Como primer ministro, retuvo la cartera de justicia. Sin embargo, permaneció en el cargo por menos de un año; el 21 de noviembre de 2012, el presidente Ouattara nombró al ministro de Relaciones Exteriores Daniel Kablan Duncan, también miembro del PDCI, para reemplazar a Ahoussou-Kouadio. Ahoussou-Kouadio fue nombrado posteriormente Ministro de Estado en la Presidencia el 9 de enero de 2013. 
Ahoussou-Kouadio ha sido Presidente del Consejo Regional de Bélier desde 2013. En el gobierno designado el 12 de enero de 2016, ocupó el cargo de Ministro de Estado en la Presidencia para el Diálogo Político y las Relaciones con las Instituciones. Se esperaba que se convierta en el primer presidente del Senado el 10 de abril de 2018.